# Danuta Kunisz
Maria Danuta Kunisz (ur. 22 czerwca 1924 w Przemyślu, zm. 25 grudnia 1979). – polski fizyk, nauczyciel akademicki Uniwersytetu Jagiellońskiego w Krakowie. W latach 1978–1979, jako pierwsza kobieta na UJ, pełniła funkcję dziekana Wydziału Matematyki, Fizyki i Chemii UJ a następnie w latach 1979-1980 Wydziału Matematyki i Fizyki UJ. Była kierownikiem Zakładu Optyki Atomowej w Instytucie Fizyki UJ. 
Spoczywa na Cmentarzu Rakowickim, kw. LXXXVIII, rz. 10, gr. 24 (ul. Prandoty).

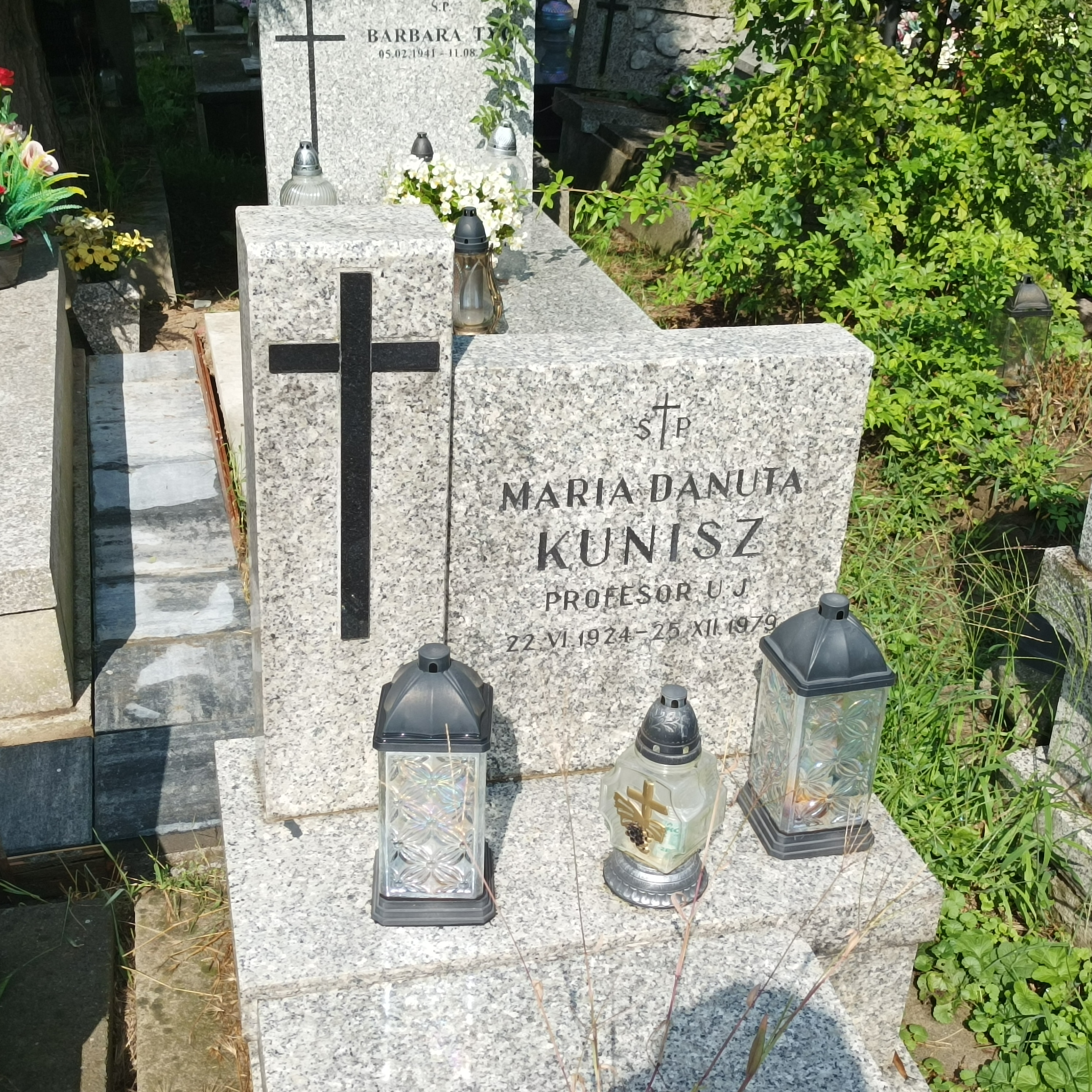
Grób prof. Danuty Kunisz na cmentarzu wojskowym przy ul. Prandoty w Krakowie

## Rodzina
Córka Tadeusza (ur. 1896), majora artylerii Wojska Polskiego, poległego w kampanii wrześniowej 1939r i Zofii z domu Arcinowskiej (1900-1994). Brat Andrzej był historykiem i wykładowcą akademickim, zaś z siostrą Ewą pracowały razem w Instytucie Fizyki Uniwersytetu Jagiellońskiego

## Ordery i odznaczenia
- Krzyż Kawalerski Orderu Odrodzenia Polski
- Medal 30-lecia Polski Ludowej
- Medal Komisji Edukacji Narodowej
- Złota odznaka "Za pracę społeczną dla m.Krakowa"
- Złota odznaka ZNP